# Alice Savoie
 (juillet 2024).
 (juillet 2024).
Alice Savoie, née en 1984, est une créatrice de caractères française, également enseignante et chercheuse en histoire de la typographie. Elle est docteure de l'Université de Reading. Elle collabore avec de nombreuses fonderies, telle que Monotype. Depuis 2016, elle est la représentante de la France à l'ATypI.

## Biographie
Née en 1984, Alice Savoie étudie d'abord la communication visuelle à l’ESAA Duperré de 2002 à 2004 où elle bénéficie de l'enseignement d'Hervé Aracil qui lui fait découvrir la création typographique et le travail de Zuzana Licko. En 2004, elle intègre le DSAA Création typographique de l'École Estienne dont elle sort diplômée en 2006. Elle y suit les cours de Franck Jalleau, Michel Derre, Margaret Gray et Sébastien Morlighem. En 2006, elle poursuit ses études en création de caractères à l'Université de Reading où elle intègre le MA Typeface Design. Sous les conseils de ses enseignants Gerry Leonidas, Fiona Ross et Gerard Unger, elle développe un intérêt pour la création d'alphabets non latins. Elle commence également ses recherches historiques sur les fonderies typographiques françaises du XXe siècle. Elle sort diplômée en 2007 avec la famille de caractères Capucine qui comporte également l'alphabet grec.
De novembre 2007 à février 2008, elle est graphiste au sein de l'agence Polimekanos à Londres. À partir de mars 2008 elle intègre Monotype comme créatrice de caractères. Elle travaille d'abord sur le caractère Ysobel avec Robin Nicholas & Delve Withrington. Publié en 2009, le caractère reçoit le Certificat d'Excellence du Type Directors Club en 2010. En septembre 2010, elle quitte Monotype pour s'établir en tant qu'indépendante sous le pseudonyme Frenchtype. De 2010 à 2014, elle poursuit un doctorat au Department of Typography & Graphic Communication de l'université de Reading, en collaboration avec le Musée de l'Imprimerie de Lyon dont l'intitulé est International cross-currents in typeface design: France, Britain and the USA in the photosetting era, 1949-1975 et s'intéressant particulièrement à la transition technologique du plomb vers la photocomposition dans le domaine de la création de caractères.
En 2011, elle fait partie des créateurs contemporains à être interviewés sur le site Garamond Culture mis en ligne par le ministère de la Culture à l'occasion de la célébration du 450e anniversaire de la mort de Claude Garamont. La même année, elle organise avec Fiona Ross l'exposition World Scripts, Selected material from the Non-Latin Type Collection, the University of Reading dans le cadre de la 55e conférence annuelle de l'ATypI à Reykjavik. Toujours en 2011, le caractère Fred Fredburger qu'elle a réalisé pour l'identité de la chaîne Cartoon Network au sein de Monotype est présenté dans l'exposition itinérante Lettres types, nouvelle création typographique en France présentée entre novembre 2011 et octobre 2012 en France et à Hong Kong. En 2012, elle collabore avec le créateur John Hudson pour la création d'un caractère exclusif pour l'éditeur néerlandais Brill, destiné à être diffusé gratuitement pour un usage non-commercial. En 2013, le caractère reçoit un nouveau Certificat d'Excellence du Type Directors Club. En septembre 2012, elle organise l’exposition La lettre à l’heure des révolutions technologiques au Musée de l'Imprimerie de Lyon, à l’occasion du congrès annuel de l’Association des musées européens de l’imprimerie (AEPM).
En mars 2014, elle fait partie des trois finalistes de la première commande publique d'un caractère typographique lancée par le Centre national des arts plastiques aux côtés de Sandrine Nugue & Damien Gautier. En mai 2014, c'est le projet de Sandrine Nugue qui est finalement retenu. En octobre 2015 elle organise avec les étudiants du Post-Diplôme « Typographie & langage » de l'ESAD Amiens l'exposition JACNO, cinq lettres en capitales dédiée au graphiste Marcel Jacno.
À partir de 2016, elle prend la suite de Jean-Baptiste Levée et devient la représentante de la France à l'ATypI. À l'occasion de la 60e conférence annuelle de l'ATypI à Varsovie, elle présente ses recherches sur le créateur de caractères Ladislas Mandel menées avec Dorine Sauzet en partenariat avec l'ESAD d'Amiens et le Musée de l'Imprimerie de Lyon.
En février 2017 elle est lauréate de la seconde commande publique d'un caractère typographique lancée par le CNAP en partenariat avec l'Imprimerie nationale avec le caractère Faune.

### Enseignement
Elle enseigne depuis 2013 à l'Atelier national de recherche typographique à Nancy et depuis 2020 au sein du Master Type Design de l'École cantonale d'art de Lausanne. De 2013 à 2017, elle enseigne au post-diplôme « Typographie & langage » de l'École supérieure d'art et de design d'Amiens, et au sein du DNSEP Design graphique de l'École nationale supérieure des beaux-arts de Lyon entre 2016 et 2019.

## Caractères
- Capucine (2006-2010)
- Ysobel (avec Robin Nicholas et Delve Withrington, 2009)
- Fred Fredburger (2010)
- Rotis II Sans (avec Robin Nicholas, d'après Otl Aicher, 2011)
- Brill (avec John Hudson, 2012)
- Bogartes (non publié, 2014)
- Faune (2017)
- Romain (2020)
- Lucette (2021)